# イラク武装解除問題

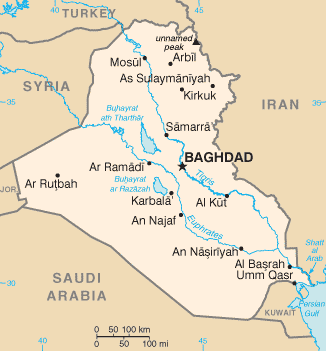
イラク共和国全図

イラク武装解除問題（イラクぶそうかいじょもんだい）とは、湾岸戦争停戦に際して、停戦条件として国際連合安全保障理事会によって大量破壊兵器の破棄を義務付けられたイラクと、他の諸国の間に生まれた緊張関係を指す。この記事では湾岸戦争停戦後の1991年からイラク戦争が勃発する2003年までの事件を記す。

## 概要
武装解除の対象とされたのは生物兵器・化学兵器・核兵器・射程150km以上のミサイル、およびそれらの武器を製造するための設備や資材であり、武装解除を目的とした経済制裁も行われた。しかし大統領のフセインには大量破壊兵器保持をほのめかして中東諸国での影響力を高める意図があったため、査察に対する非協力・隠匿・妨害、また複数回の違反が繰り返された。このため米英両国政府内でフセイン政権打倒論が高まり、イラク戦争勃発の原因となった。戦争後、イラクを占領した有志連合軍と国連組織によってイラク国内での大量破壊兵器捜索が行われたが、大量破壊兵器は存在しなかった。

## 安保理決議687

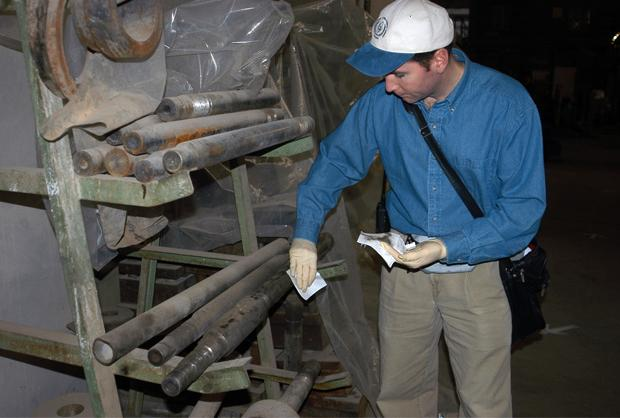
武装解除の状況を確認する国連職員

1991年に行われた湾岸戦争はイラクがクウェートに侵攻したことがはじまりであり、国際連合安全保障理事会決議660・678を根拠として結成された多国籍軍によるイラクへの攻撃により、イラク側が敗れたものである。
国際連合安全保障理事会は国際連合安全保障理事会決議687においてイラクとの和平条件を提示した。これにはクウェートからの撤退とともに、核兵器、生物兵器、化学兵器などを含む大量破壊兵器を破棄し、研究・開発プログラムや製造設備なども廃棄することが定められ、その手続きをIAEA（国際原子力機関）や新たに創設されるUNSCOM（国際連合大量破壊兵器廃棄特別委員会）によって監視するというものであった。
イラクは湾岸戦争に先立つイラン・イラク戦争（1980年-1988年）においてマスタード・ガス、神経ガスなどをイランや自国民のクルド人に対して使用したとされる（ただし、クルド人に対する使用は一般に言われるイラク使用説のほかにイラン軍使用説も出ており、真相は明かされていない）。また、湾岸戦争中にも化学兵器や生物兵器をミサイルに装填したとされる。ただし、アメリカが核兵器使用をほのめかす警告をしたため、使用には至らなかった。またバビロン計画による多薬室砲（スーパーガン）の研究も行っていた。またIAEAは、イラクが複数のウラン濃縮技術の実験を行っていたと結論づけた。
武装解除が行われていることを確認するためにUNSCOMとIAEAの専門家チームがイラクに滞在し、関連の技術者に対するインタビュー、貯蔵、製造に関わると考えられる施設への訪問調査などを行った。これらは武器査察団と呼ばれ、生物兵器や化学兵器を含む大量破壊兵器についてはUNSCOMが、核開発についてはIAEAが担当した。

## 事態の推移

### 安保理決議688
1991年4月に採択された安保理決議688は、フセイン政権に弾圧された人々を保護するという項目が設けられた。そこでアメリカは少数派クルド人の保護を理由に、1992年から北部・北緯36度以北をイラク国籍航空機の飛行禁止空域とした。また、イスラム教シーア派信者保護を名目に、ロシア連邦の承認を受けたうえ、イギリス・フランスと共同で油田の多数存在する南部・北緯33度以南も同様に飛行禁止空域とした。
南部シーア派は、湾岸戦争停戦後にフセイン大統領打倒を目指して反乱を行なった。これはアメリカの読みどおりで、反乱が成功し、フセイン政権に代わる勢力が出来上がれば、それを援助するために侵攻することも計画されていた。ところが反乱は介入できるほど規模が大きくなく、連合軍の介入がないと読んだフセインによって武力で制圧され、反乱組織は虐殺されたとされる。それを証明すると思われる白骨化死体がイラク戦争直後に発掘されている。

### 制裁攻撃
フセインは安保理決議688を不服として、戦闘機による飛行や地対空ミサイル配備などを行っていた。また、UNSCOMの査察により、ウラン濃縮施設やミサイル部品工場が存在しているとの疑惑が示された。これらを挑発行為と受け取ったジョージ・H・W・ブッシュ大統領は退任3日前の1993年1月17日（湾岸戦争開戦2周年）、イラク制裁を旨としてイギリス・フランスと共にトマホークミサイル45基を中心とした攻撃を行い、疑惑のザーファラエニ工場（バグダッド）を破壊し、戦闘機の撃墜や空軍施設の空襲を行った。
新たに就任したビル・クリントン大統領も同年6月26日、23基のトマホークで情報施設を攻撃した。理由として、4月にブッシュがクウェートを訪問した際に暗殺計画があったことを挙げた。
1995年、フセイン大統領のいとこに当たるフセイン・カーミル・ハサン中将が亡命し、イラクの生物兵器開発計画を暴露した。イラクはこれまで生物兵器の開発を否定していたものの、これ以降は認めざるを得なくなった。これ以降UNSCOMは抜き打ちでの調査を開始し、イラクの反発を買うことになる。
その後、クルド人過激派によるテロなどの行動が激しさを増し、国境を越えた広がりをもった。そのためトルコは、クルド人過激派の掃討のため、1995年にイラク北部へ越境攻撃を行った。イラク自身も1996年8月にクルド人地域イルビルを攻撃したが、アメリカは9月3日から4日まで44基のトマホークで軍事施設に攻撃を加え、8箇所の防空ミサイル施設、7箇所の防空指揮管制施設を破壊した。

### 石油食料交換プログラム
イラクに対する国際連合の経済制裁は戦後も継続されていた。このため1995年4月14日に国際連合安全保障理事会決議986が採択され、経済制裁下で国民生活が困窮しないよう、イラクから産出する石油の限定的な輸出を認めたものであった。国連制裁監視委員会がこの輸出を管理し、石油の売却資金によってイラクが軍事物資・兵器を購入しないように監視していた。
計画事務所所長にはキプロス人のベノン・セヴァンが就任し、輸出先企業の選定に当たった。当初は半年当たり20億ドルという制限があったが、1999年に制限は撤廃された。この計画で輸出された石油の総額は約7兆5千億円（2003年5月時点）にのぼり、、主な輸出先であるロシアやフランス、中国の事実上の石油権益となっているという指摘が行われた。

### 砂漠の狐作戦
イラクは1997年以降、アメリカ側の意図が査察団に影響していることや、元アメリカ軍の諜報関係者であったUNSCOMの主任検査官スコット・リッターによる抜き打ちの捜査に反発し、UNSCOMの査察を妨害し始めた。安保理は安保理決議1115、1134、1137でイラクを批判したが、イラクの姿勢は改善されなかった。
1998年1月28日、アメリカのオルブライト国務長官はイラクが査察を受け入れない場合、アメリカは単独攻撃を行うと表明した。しかし、支持を表明したのはイギリスと日本（当時は安保理非常任理事国）だけで、ロシア、フランス、中国などはいずれも反対の構えを見せた。2月23日、国際連合のコフィー・アナン事務総長とイラクのターリク・アズィーズ副首相の会談で、イラクは査察受け入れを表明した。日本はイギリスと共に、イラクの査察受け入れ違反は「イラクにとって最も重大な結果（severest consequences）をもたらす」と最大級の文言で警告する内容の決議案を提出し、3月2日、決議1154として成立した。小和田恒国連大使は「最も重大な結果」の文言について、「武力行使を容認するとかしないとか言っているのではない」と主張したが、アメリカ側には「（軍事）行動に移す権限を認めたもの」（クリントン大統領）と受け止められた。8月には大量破壊兵器についての査察協議は物別れに終わる。10月31日、イラクの最高指導機関である革命指導評議会はUNSCOMとの協力を全面的に停止することを決定した。11月15日、安保理は決議1205でイラクを非難した。イラクは17日からUNSCOMの査察を受け入れたものの、12月15日にはバトラーUNSCOM委員長から「イラクの完全な協力は得られなかった」と安保理に報告がなされた。
これを受けてアメリカはイギリスとともに、12月16日から19日にかけて、トマホーク325基以上とB-52からの空中発射巡航ミサイル（AGM-86C CALCM）90基によるミサイル空爆を行なった（砂漠の狐作戦）。湾岸戦争後最大の軍事行動であるこの作戦においては、コーエン米国防長官は「作戦は非常に成功した」と述べ、「この攻撃で（イラクの）生物・化学兵器を運搬する能力を削減できた」と語った。
この攻撃は国連安保理の承認を得ておらず、国際連合事務総長コフィー・アナンは空爆に遺憾の意を表明した。安保理では15ヶ国（安保理非常任理事国10ヶ国含む）のうち、12ヶ国が遺憾の意を表明した。一方、日本は小渕恵三首相が「我が国として米国と英国による行動を支持する」と支持表明を出した（支持を表明したのは日本、カナダ、韓国、ドイツ、スペインなど）。
1999年12月にはUNSCOMに代わり、UNMOVIC（国連監視検証査察委員会）の成立を定めた国際連合安全保障理事会決議1284が採択された。しかしイラクはUNMOVICの受け入れも行わず、抵抗を続けた。

### 2001年
2001年1月20日にジョージ・W・ブッシュが新たな大統領に就任した。大統領就任直後の2001年2月16日には防空網を備えつつあったイラクの軍事施設を空爆したアメリカは「イラク・石油・食糧・交換計画」に緩みが発生し、イラクが不法な石油輸出で軍備を増強していると警戒していた。
6月、アメリカとイギリスは新たな制裁案である「スマート・サンクション」の導入を安保理で提案した。これは軍事物資ないし軍事用に転用可能な品をイラクに対する輸出禁止品目リストとして明文化して掲載するものであり、フランスとロシアは反対した。禁止品目を減少させることでフランスは同意したが、ロシアの強硬な反対で成立しなかった。
9月11日、アメリカのニューヨークとワシントンにおいて同時多発テロ事件が発生した。イラク国営放送のコメンテーターは第一報として対米テロ攻撃を「アメリカのカウボーイがこれまで犯してきた人道に対する犯罪に対する果実だ」と論評した。事件から2日後の閣僚会議では、すでにイラク攻撃が発言されているが、10月20日になって、フセイン大統領はアメリカ市民に対する弔意をはじめて示した。このためアメリカ政権内でイラクの関与を疑う声がおき、国際テロ組織「アルカーイダ」の関与が強まったと言われた。
11月、「イラク・石油・食糧・交換計画」の期限が切れ、半年間の延長を定めた国際連合安全保障理事会決議1382が成立した。この決議では半年後に「スマート・サンクション」が適用されることが明文化されており、テロ事件後アメリカと協調姿勢を見せたロシアも賛成した。しかしロシアはイラク側に最後まで反対したと語っている。

### 2002年
ジョージ・W・ブッシュ大統領は2002年1月29日、イラク・イラン・北朝鮮が、大量破壊兵器を保有するならず者国家であるとして、悪の枢軸発言を行った。相手国がアフガニスタンに続く攻撃目標であることを含ませたこの演説は、これらの国の強い反発を招き、対立が激化した。
4月22日、アメリカ合衆国の要求により、化学兵器禁止機関（OPCW）の臨時締約国会議が開かれ、イラクをOPCWに加盟させようとしたホセ・ブスターニ事務局長の解任を可決した。これは後に、イラクがOPCWに加盟して兵器査察を受け入れれば、イラク派兵への支持取り付けが難しくなるとアメリカ合衆国側が計算したからと見られている。規則上、事務局長の辞任は認められておらず、英『ガーディアン』紙はコラムで「化学クーデター」に成功したと評した。米『クリスチャン・サイエンス・モニター』紙もまた、「前例のない外交クーデター」と評した。日本は決議案の提出に加わり、賛成票を投じた。

### 査察再開
11月に国際連合安全保障理事会は国際連合安全保障理事会決議1441を採択し、イラクへ再び査察を受け入れるように圧力を加えた。これに対してイラクは4年ぶりに査察を受け入れた。また、同決議の第3項が定めるところに従い、イラクは武器申告書を査察団に提出した。これは12,000ページにのぼる膨大な文書だった。

### 中間報告
```
コリン・パウエル
は、国際連合の場で
アメリカ炭疽菌事件
への報復としてイラク攻撃を主張した。
```

2003年1月9日には、武器査察を行った国連監視検証査察委員会（UNMOVIC）とIAEAから安全保障理事会への中間評価の報告があった。また、UNMOVICのハンス・ブリックス委員長はイギリス・アメリカなどからの情報の提供を歓迎するとも述べた。両国はこの時期、イラクが国連決議に反しているとの指摘を公の場で行っている。アメリカのコリン・パウエル国務長官はアメリカが査察団に対して情報提供を行うことを表明した。
主な内容は以下のとおりである。
UNMOVIC報告
- イラクの協力は積極的なものではなく、本当の意味で国連決議を受け入れたわけでは無い。
- イラクは施設立ち入りについては協力したものの、U2偵察機による上空査察が安全性に問題があるとして拒否し、国連ヘリコプターによる飛行禁止区域の査察を拒否した。また、イラク人科学者は当局の指示無しに査察官には話すことは無い。
- イラクが12月7日に提出した申告書は以前の申告書の蒸し返しであり、疑問は一切解消されていない。
- 神経ガスであるVXガスの開発に成功したとの情報を査察団は得ている。また炭疽菌を製造した可能性がある。
- 科学者の自宅から、ウラン濃縮に関する3000ページにわたる文書が見つかった。
- イラクが配備していたアルサムード2ミサイルの射程が実際には150kmを超えるものであり、安保理決議違反に当たる[20]。
- 査察はまだ進行中である。

IAEA報告
- 1991年から1998年までの査察で、イラクの核兵器開発をほぼ無効にすることができたとの結論を得た。査察では、禁止されている新たな核兵器開発の証拠は見つかっていない。
- 査察には前進が見られた。
- 申告書の多くはIAEAの調査と一致しているが、湾岸戦争前の核物質の遠心分離抽出については明確にされる必要がある。
- アルミニウム管を購入しようとしたイラクの試みは安保理決議違反に当たる。
- イラク側の積極的な協力があれば、IAEAは数カ月後に、イラクには核兵器開発計画が無いと断言できる。

1月16日には化学兵器を搭載するためのミサイル12基が発見された。これは申告書に掲載されていなかったものと考えられた。同様の発見が別件であったことが2月12日にも発表された。
2月5日には、イラクが大量破壊兵器を隠し持っていることを示す証拠をアメリカ側が国連安保理にて提示した。しかし、この（パウエル報告）において重要な情報源として高く評価され、引用されてもいたイギリス政府による報告書が、実は最新の情報ではない、イラクの研究を行うアメリカの大学院生の1991年の論文からのかなり長い剽窃を含んでおり、パウエルは後に「私の生涯の汚点であり、報告内容はひどいものだった」と認めることになる。
2月14日、査察団の報告が再び行われた。報告では武装解除の進展を積極的に評価しつつも、査察が完了しておらず、まだ時間が必要であることが示唆された。2月21日、ブリクス委員長は3月1日までにアルサムード2の廃棄に当たるようにイラクに指示した。2月27日、イラクはアルサムード2の廃棄を表明し、廃棄にとりかかった。
- アメリカ上院の公聴会において、カール・レビン上院議員はCIAから入手した機密書類を引用しCIAが重要な情報を故意に査察団に伝えず、国連の査察が失敗に終わるように工作した、とワシントン・ポスト紙に語った。

### 戦争へ
しかしアメリカ・イギリス側は査察は不十分であり、イラク側の対応が改まらないとして、戦争をも辞さないとする新決議を提案したが、フランス等は査察は成果を挙げているのだから継続すべきと主張した。国際連合安全保障理事会でも議論が積み重ね、途中チリなどが修正案も提示したが、アメリカ・イギリス側は断固拒否した。
安保理で焦点になったのは中間派と呼ばれたチリを始め、パキスタン、メキシコ、カメルーン、アンゴラ、ギニアの各国だった。アメリカはフランスが拒否権を発動した場合でも賛成多数の実績を残すためにこれらの国々に根回しを行い、この時点で理事国では無かった日本も政府開発援助などを武器にアメリカ支持の根回しを行った。特に、チリには来日したラゴス大統領に対して小泉首相と川口外相が会談で協力を要請した。その他の各国には川口外相などが電話会談で賛成を要望したほか、茂木敏充副外相、橋本龍太郎元首相、矢野哲朗副外相らを使者として根回しした。こうしたアメリカと日本にフランス側も対抗して、根回しを行った。
最終的にアメリカ・イギリス・日本などの根回しは失敗し、安保理では反対多数でフランスが拒否権を発動する必要無く新決議案が否決される見通しとなった（当時の理事国15か国のうち、賛成表明はアメリカ、イギリス、スペイン、ブルガリアの4か国。フランス、ロシア、中国、ドイツ、シリア、チリ、パキスタン、メキシコ、カメルーン、アンゴラ、ギニアの11か国は反対または棄権の見込みとなった）。アメリカは安保理で否決の結果が残ることを恐れて裁決を避け、3月17日（アメリカ標準時間）にジョージ・W・ブッシュ大統領はテレビ演説を通じて、イラクに対して48時間以内にサッダーム・フセイン大統領と側近、家族の国外退去などを要求する最後通告を出したが、イラクはこれを無視した。同日、川口外相はフランスのド・ビルバン外相との電話会談で、拒否権を行使しないよう求めたが、ド・ビルバン外相は「武力行使の論理は受け入れられない」と拒否した。開戦直前の3月19日、衆議院外務委員会では、川口外相は伊藤英成（民主党）に「あるフランス人がこういうことを言ったことがあります。アメリカはプロブレム（問題）であるけれども、アメリカしかソリューション（解決策）はない、これは私は至言だと思います。

　世界は、アメリカがプロブレムであるということを言い続けることは簡単、そして多くの国が言っています。だけれども、それは、ソリューションであるということに自信を持っている、あるいは当然そうあり続けてくれるだろうと思っているから安心して、例えば今回のようにフランスは甘えているということも言えると思います。」と答弁してフランスを批判した。
3月19日、米英軍はバグダードなど主要都市に対して空襲を開始し、イラク戦争へと突入した。日本は小泉首相がいち早く「理解し、支持いたします」と声明を出した。

## イラク飛行禁止空域
湾岸戦争終結後、イラクが受けた制裁や戦後処理の一つにイラク飛行禁止空域や機雷の掃海がある。なお、その時イラク空軍に課せられた飛行禁止空域は北緯36度以北と北緯33度以南の空域であり、多国籍軍による監視作戦が度々行われた。

### 自衛隊ペルシャ湾派遣
戦後すぐに行われたのは多国籍軍による機雷の掃海であった。この時、日本の海上自衛隊の掃海艇が多数派遣された。イラクは戦時中、ペルシア湾に1200発の機雷を設置しており、まずはそれを除去する必要があったのである。湾岸の夜明け作戦と呼ばれたこの作戦は1991年6月5日から9月11日まで行われ、結果的に全機雷の除去に成功した。

### サザン・ウォッチ作戦
戦争終結の翌1992年10月26日から始まったのがサザン・ウォッチ作戦であった。この作戦では2つの飛行禁止区域の内、北緯33度以南のものが対象とされ、ペルシア湾やサウジアラビア方面から監視が行われた。作戦開始当初は武力衝突もあまり起こらなかったが、イラク戦争が近づいた2002年頃から頻繁に起こるようになった。

### ノーザン・ウォッチ作戦
1997年1月1日から始まったのがノーザン・ウォッチ作戦であった。この作戦では2つの飛行禁止区域の内、北緯36度以北のものが対象とされ、クルディスタン地域やトルコ方面から監視が行われ、日本も基地を提供した。サザン・ウォッチ作戦と同様、作戦開始当初は武力衝突もあまり起こらなかったが、イラク戦争が近づいた頃から頻繁に起こるようになった。

## 大量破壊兵器捜索
イラク戦争での戦闘が一段落すると、アメリカ軍とUNMOVIC（国際連合監視検証査察委員会）による大量破壊兵器の捜索が開始された。しかし捜索にもかかわらず新たな大量破壊兵器は発見されず、2004年9月13日にパウエル国務長官は「見つからないだろう」と捜索断念を明らかにした。
2004年10月6日、CIAのアドバイザーで、イラク調査団(ISG)の団長であるチャールズ・デュエルファーは、1991年に未申告の化学兵器は廃棄されていたこと、開戦時には軍事的意味をもつ大量破壊兵器は存在せず、具体的開発計画もなかったこと、などを結論とする最終報告書（Duelfer report）をアメリカ議会上院軍事委員会の公聴会に提出した。これにより、それまでにCIAが入手し報告していたイラクの大量破壊兵器に関する情報は、裏づけのないものであったことが露呈した。
フセイン元大統領は、拘束後のFBIの取調べにイラクが査察に非協力的だったのは「大量破壊兵器を保持している事をほのめかす事でイランや国内の反政府勢力を牽制しようとした」ためで、化学兵器などの大量破壊兵器は「湾岸戦争後の国連の査察ですべて廃棄させられたため最初から無かった」と証言している。
アメリカ政府は大量破壊兵器に関するCIAの情報に誤りがあったことが原因であるとし、議会で調査が行われる事態となった。ブッシュ大統領は退任直前のインタビューで「私の政権の期間中、最も遺憾だったのが、イラクの大量破壊兵器に関する情報活動の失敗だった」と述べたが、大量破壊兵器を保有していないことを事前に知っていれば、イラク侵攻に踏み切らなかったのではという質問に対しては、「興味深い質問だ」と述べただけで、明確な返答を避けた。

## 国連汚職問題
イラク戦争後、「イラク・石油・食糧交換計画」に関する汚職疑惑が発覚した。計画の所長であったキプロス共和国出身のベノン・セヴァン事務次長（当時）や、ブトロス＝ガーリ前事務総長、コフィー・アナン事務総長の長男で実業家のコジョ(en)が関連したこの問題は、計画事務所をふくむ国連高官が石油の不正輸出を黙認する見返りとして、フセイン政権から賄賂を受け取っていたというものである。
不正には66か国の2200企業が関与しており、フセイン政権にリベートを支払った。またフセイン政権に好意的であったロシア・フランス・中国の企業は特別扱いされたという。フセイン政権はこの事業だけで18億ドルの不正な利益を上げたという。フセイン政権はこのほかに110億ドルの密輸をしており、大半が政権幹部の収入となった。
また、UNSCOMの主任調査官であり、イラクの国会で「査察は攻撃の口実」とアメリカ政府を批判したスコット・リッターが、フセイン政権関連の実業家から40万ドルに及ぶ資金提供を受けていたことも明らかになっている。

## 批判
湾岸戦争からイラク戦争にかけてのアメリカによるイラクへの圧力には批判も多い。
漫画家の小林よしのりは、イラク戦争を侵略戦争であるとして断固反対を主張した。そして、やはり大量破壊兵器が発見されなかった事で、これが大義なき侵略戦争であったのであるとしている。

## 関連記事
- 国連監視検証査察委員会 (UNMOVIC)
- 国連大量破壊兵器廃棄特別委員会 (UNSCOM)
- en:Oil-for-Food Programme（英語版イラク・石油・食糧交換計画）
- イラク戦争
- ジェラルド・ブル